# Chichawatni
Chichawatni es una localidad de Pakistán situada en el distrito de Sahiwai, en la provincia de Punjab. Según el censo de 2017, tiene una población de 94 733 habitantes.